# Közfeladatot ellátó személy elleni erőszak
A közfeladatot ellátó személy elleni erőszak törvényi tényállási eleme minden esetben megegyezik a hivatalos személy elleni erőszak bűncselekményben foglaltakkal, a különbség csak a passzív alany esetében van. Itt ugyanis a közfeladatot ellátó személy ellen valósítható meg a bűncselekmény, míg a hivatalos személy elleni erőszak esetében csak hivatalos személy ellen. 

## A magyar szabályozás

### Btk. 230. §
A hivatalos személy elleni erőszak rendelkezései szerint büntetendő, aki az ott meghatározott cselekményt közfeladatot ellátó személy ellen követi el.

### Passzív alany
A Btk. kizárólag azokat a közfeladatokat ellátókat kívánja fokozott büntetőjogi védelemben részesíteni, akik a zavartalan tevékenysége a közösség szűkebb vagy tágabb körének érdekében áll. A közfeladatot ellátó személy a feladatait jogszabály alapján látja el. Közérdekű tevékenysége miatt az állampolgárokra közvetlenül hatásokkal bíró intézkedéseket hozhat, eredményeket érhet el.